# Catedral de la Dormición (Smolensk)

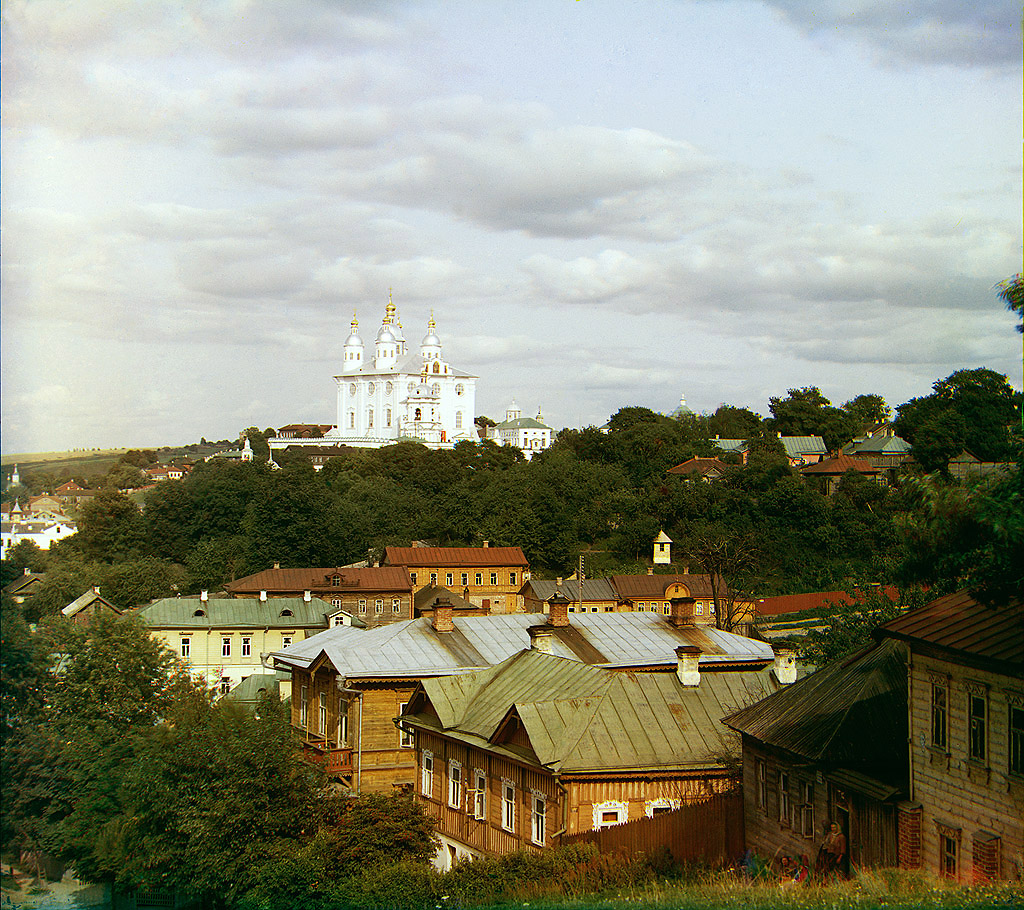
La catedral de la Dormición vista desde la distancia en 1911.

La catedral de la Dormición de la Madre de Dios (en ruso: Успенский собор) ubicada en la ciudad de Smolensk, Rusia es una catedral ortodoxa dedicada a la advocación de la Dormición, celebrada el 15 de agosto, que los católicos llaman la Asunción de la Santísima Virgen María. Hasta 1941 albergó el antiguo icono milagroso de Nuestra Señora de Smolensko, que desapareció bajo la ocupación alemana. Esta catedral es la catedral de la Eparquía (u obispado) de Smolensk y Kaliningrado del Patriarcado de Moscú de la Iglesia Ortodoxa Rusa. Ha sido la iglesia principal de la eparquía de Smolensk durante 800 años.
Está ubicada en la parte central de la ciudad, en la colina de la Catedral, al sureste de la iglesia de la Anunciación de la Santísima Virgen María. El edificio actual fue erigido a finales de los siglos XVII y XVIII en memoria de la defensa de Smolensk en 1609-1611, en el lugar que ocupaba la antigua catedral del mismo nombre erigida en el siglo XII. El altar mayor está consagrado en honor a la Dormición de la Santísima Virgen María. En el interior se conserva el iconostasio y la decoración del estilo barroco de Kiev.
El conjunto de la catedral también incluye la puerta de la iglesia de la Epifanía, con tapa de madera (1785-1787), destinada al culto en la estación fría, el campanario (1767-1772), del arquitecto Piotr Obujov y el complejo del patio del obispo con la iglesia de Juan Bautista (1699-1703) situado al sur, reconstruido en la década de 1780.

## Catedral de Vladímir II Monómaco

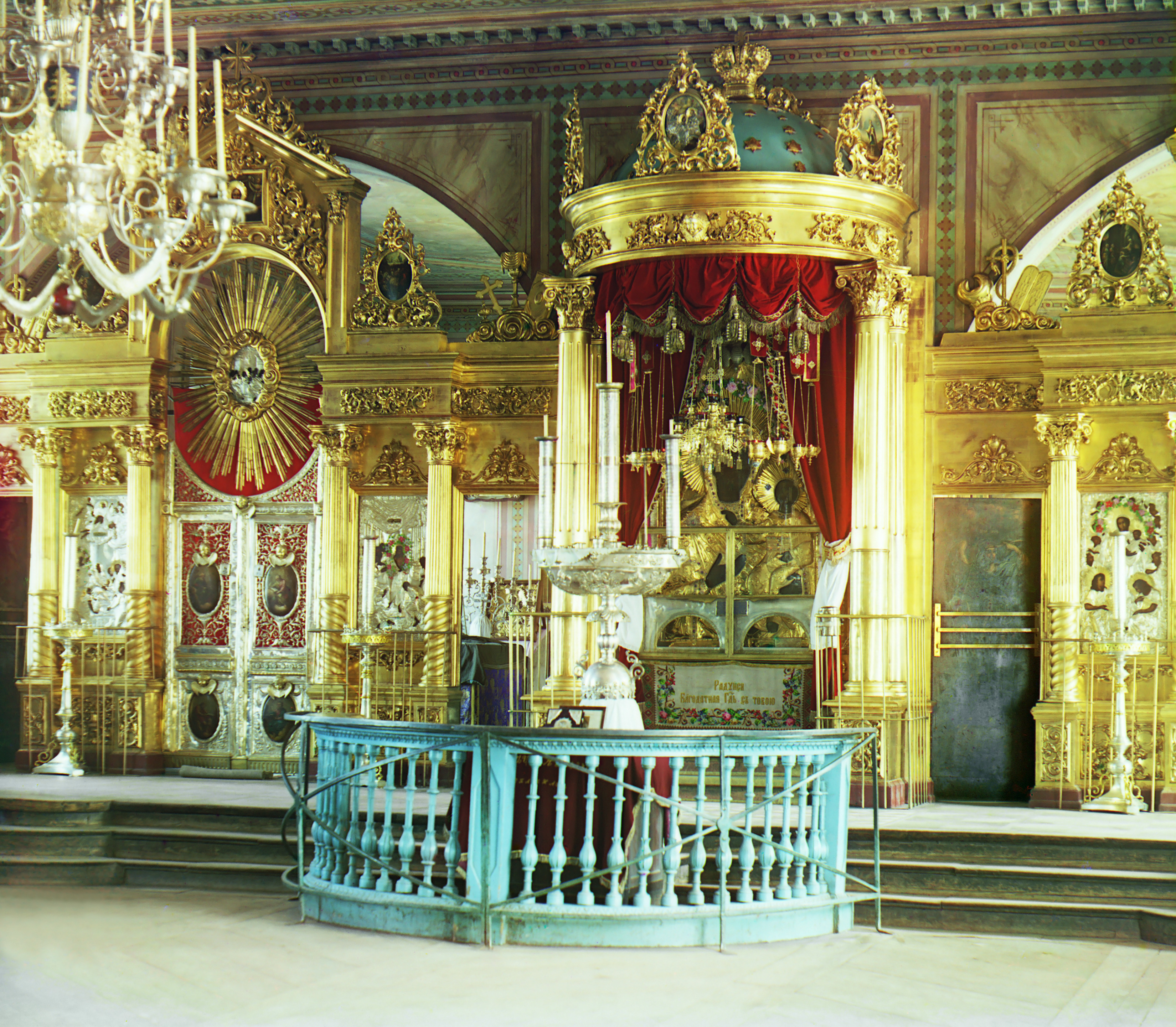
El santuario catedralicio de Nuestra Señora de Smolensko en 1912

Habiendo recibido la posesión de las tierras de Smolensk y de Suzdal, Vladímir II Monómaco comenzó simultáneamente la construcción de las catedrales de la Asunción de la Santísima Virgen María en Smolensk y en Suzdal. Así como la catedral de  Súzdal marcó el comienzo de la construcción en piedra en el noreste de Rusia, la catedral de piedra de Smolensk siguió siendo la única iglesia de piedra en la ciudad durante casi medio siglo, y marcó el comienzo de la arquitectura monumental del principado de Smolensk. Se supone que ambas catedrales fueron construidas por arquitectos de otro de los principados de Vladímir II Monómaco: Pereyáslav, donde el obispo Ephraim había llevado a cabo anteriormente la construcción de varios edificios monumentales de piedra. La catedral de Smolensk, gran iglesia de seis pilares, inspirada en la catedral de Monómaco en Vladimir, tardó varias décadas en completarse y fue consagrada en 1150 durante el reinado de Rostislav de Smolensk, nieto de Vladimir. 
Vladimir Monómaco trajo a la nueva iglesia de Smolensk, desde Chernigov el icono de la Madre de Dios, que había heredado de su madre. En este sentido, el icono recibió el nombre de Icono de la Madre de Dios de Smolensk.Esta primera catedral permaneció los siguientes 500 años, sobreviviendo a varios asedios de la ciudad, incluido el de 1609-1611, cuando los polacos asaltaron Smolensk en el sitio de Smolensk (1609-1611), parte de la guerra polaco-rusa (1605-1618) .
Según la leyenda oficial, el 3 de junio de 1611, los defensores de la ciudad que aun sobrevivían se encerraron en la catedral, negándose a rendirse a los polacos, y luego prendieron fuego a la pólvora del depósito de municiones que estaba en el sótano de la iglesia. La explosión que siguió provocó el colapso del techo, matando a todos. la gente que estaba dentro, que prefería la muerte a ser hecha prisionera por los polacos. Sin embargo, no está claro que eso ocurriera en realidad, excepto que el depósito de municiones en el sótano realmente explotó. No era inusual en la Rusia medieval  que los civiles buscaran asilo en las iglesias cuando una ciudad era invadida, por lo que probablemente fueron civiles, y no defensores, quienes murieron en esa explosión. Lo que causó la explosión probablemente seguirá siendo una pregunta abierta para siempre: podría haber sido un suicidio al estilo Masada, pero bien podría haber sido un accidente.
Sin embargo, la antigua catedral sobrevivió a la explosión. El 9 de septiembre de 1627, el obispo polaco Lew Rzewuski suplicó a Lew Sapieha, gran hetman de Lituania,  que impidiera que «la iglesia de 500 años de antigüedad» se convirtiera en una iglesia católica romana, lo que violaría los términos de la rendición de Smolensk a los polacos en 1611. El príncipe Sapieha accedió a esta petición. En un grabado de 1636, la catedral se representa cubierta con un techo temporal de madera.
Después de que los zares recuperaran Smolensk y la reconocieran como perteneciente a Rusia en el tratado de paz de 1667, el voivoda ruso, el príncipe Repnin, recibió el encargo de inspeccionar la catedral y elaborar una lista de las reparaciones urgentes que debían realizarse. En 1673 se autorizó al arzobispo de Smolensk a restaurar el tejado y las cúpulas sin dañar sus muros originales. Los ladrillos antiguos, sin embargo, resultaron estar demasiado deteriorados para darles un buen uso. La antigua catedral fue completamente demolida entre el 5 de mayo y el 13 de julio de 1674.

## Nueva catedral

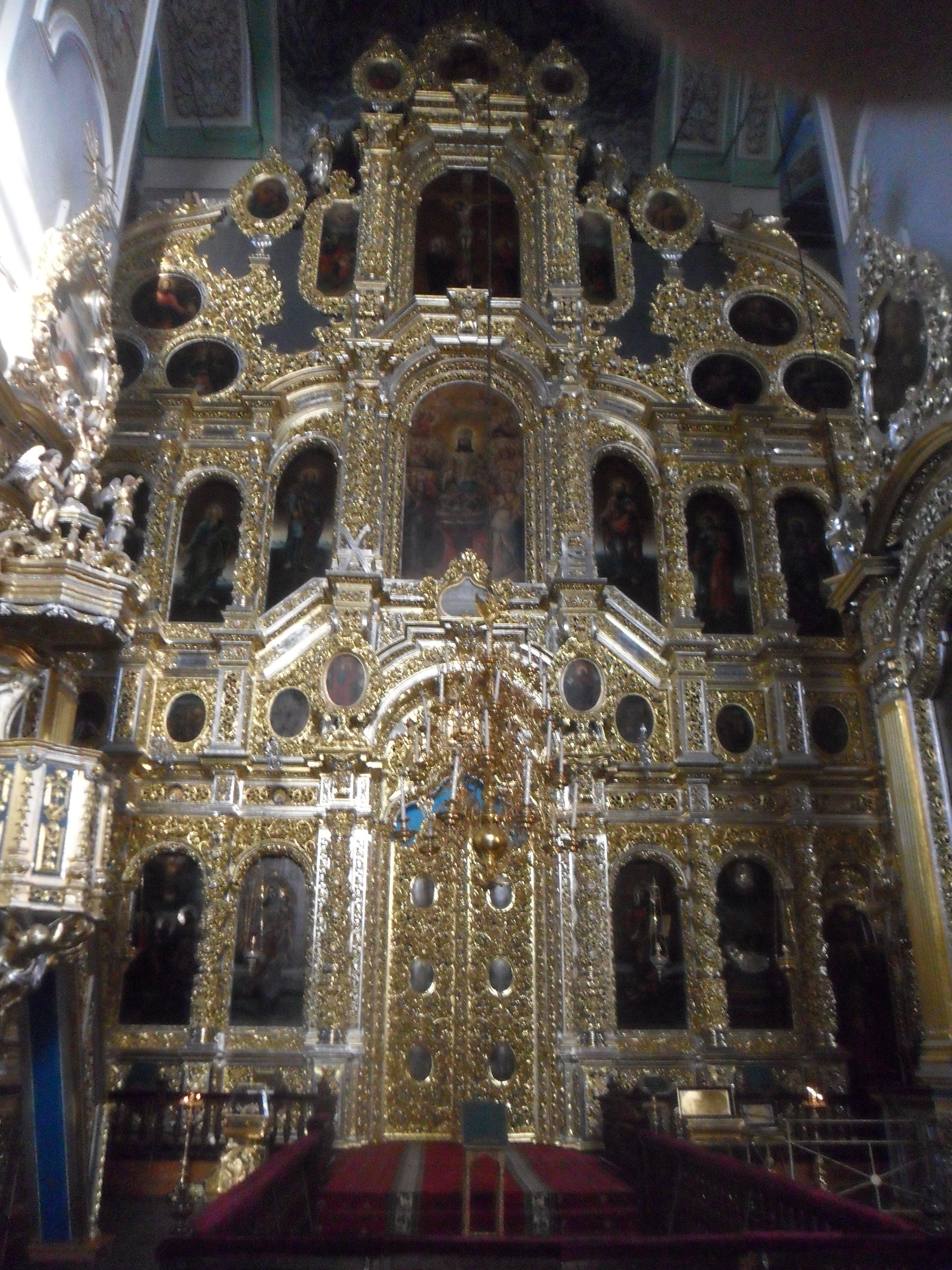
Iconostasio de cinco niveles

En 1677, comenzó la construcción de un nuevo edificio catedralicio, del tipo de seis pilastras y cinco cúpula, bajo la supervisión del arquitecto Alexei Korolkov. El arquitecto aumentó su tamaño y permitió desviaciones del proyecto originales, por lo que los altos ábsides se alejaron del volumen principal. Es de estilo barroco y visible desde lejos, ya que se alza sobre una colina que domina la ciudad y visto desde ciertos lugares a menudo parece como si estuviera suspendido en el aire porque está situado en una zonarodeada de árboles, que ocultan la base del edificio.
Fue necesario casi un siglo para construir la nueva catedral, debido a fallos en el diseño original y en su edificación —en un momento uno de los muros se derrumbó—. Los trabajos quedaron suspendidos  en 1679 y no se reanudaron hasta 1732. Después de 8 años, se completó la construcción del templo, coronado con siete cúpulas azules con estrellas doradas. Al mismo tiempo, un equipo de talladores (S. Trusitsky con los asistentes P. Durnitsky, F. Olitsky y S. Yakovlev) completaron el iconostasio de cinco niveles que separa el altar de la zona de la nave de la catedral, que se eleva casi a la altura del espacio interior. En él hay iconos intercalados con intrincadas decoraciones de madera recubiertas de oro que incluyen figuras de querubines y columnas entrelazadas con ramas de vid. Posteriormente, los iconos se renovaron más de una vez. En la década de 1740, el templo fue pintado en estilo barroco.
Se desconoce el arquitecto de la catedral, aunque el historiador local S.D. Shiryaev afirmó en 1924 que, según los registros del archivo que vio, en la construcción participó un tal Anton Shedel, no mencionado en ningún otro lugar. En 1761, los capítulos central y occidental de la catedral se derrumbaron. En 1767-1772, el arquitecto Pyotr Obukhov reconstruyó su parte superior, dejando la tradicional estructura de cinco cúpulas.
Según la leyenda local, durante la invasión napoleónica y las feroces batallas en la zona en 1812, cuando Napoleón Bonaparte entró en la catedral después de que Smolensk cayera en manos del ejército francés en 1812, miró hacia el muro del altar y proclamó que si alguno de sus soldados se atrevía a robar algo, él personalmente lo mataría. Impresionado por la grandeza de la catedral, Napoleón ordenó que se colocaran guardias para protegerla. Durante la invasión desapareció el casco de hierro guardado en el templo, que los franceses confundieron con oro.
La catedral sufrió muchos daños durante la Segunda Guerra Mundial, aunque sobrevivió a la ocupación alemana (1941-1943), pero el icono milagroso de Theotokos de Smolensk (Nuestra Señora de Smolensk) desapareció para siempre, al igual que la lanza de San Mercurio de Cesarea. En 1941, después de que las tropas alemanas entraran en la ciudad, el coronel general de la Wehrmacht Heinz Guderian se tomó un tiempo para familiarizarse con la catedral de la Santa Asunción, que encontró intacta. El museo antirreligioso estaba ubicado en la parte central e izquierda del edificio. La mitad derecha estaba reservada al culto. El general recordó:

(...) Al parecer intentaron esconder el altar de plata y los candelabros, pero no lograron hacerlo antes de que llegáramos a la ciudad. En cualquier caso, todas esas cosas de gran valor yacían amontonadas en el centro de la catedral. Ordené que se encontrara a uno de los rusos a quien se le pudiera confiar la responsabilidad de preservar esos valores. Encontraron a un viejo vigilante de la iglesia con una larga barba blanca, con quien me comuniqué a través de un intérprete para que se hiciera cargo de los objetos de valor y los devolviera a su lugar. Los marcos dorados tallados más valiosos del iconostasio estaban completamente intactos. No sé qué pasó después con la catedral.

La catedral aparece en la novela de 2013 de Christian Bot 'When we were Heroes [Cuando éramos héroes], en el contexto de la batalla de Smolensk de 1812.

## Reliquias
El prototipo del icono de la Madre de Dios, Nuestra Señora de Smolensko, se conservó en la catedral hasta 1941, pero tras la ocupación de la ciudad por las tropas alemanas, la imagen desapareció sin dejar rastro.
La catedral alberga también las reliquias de  Mercurio de Smolensk, el patrón celestial de Smolensk, mostrando la única reliquia sobreviviente: las sandalias de hierro.
La Sábana Santa de Smolensk es un tesoro de un valor incalculable de la catedral de la Asunción. Fue creado en 1561 en el taller de los príncipes Staritsky y presentado como regalo a la catedral de la Asunción de Moscú. En términos de antigüedad, limpieza de la decoración y artesanía, el sudario es una rareza preciosa. Su tamaño es de 177 x 277 cm.

## Galería de imágenes

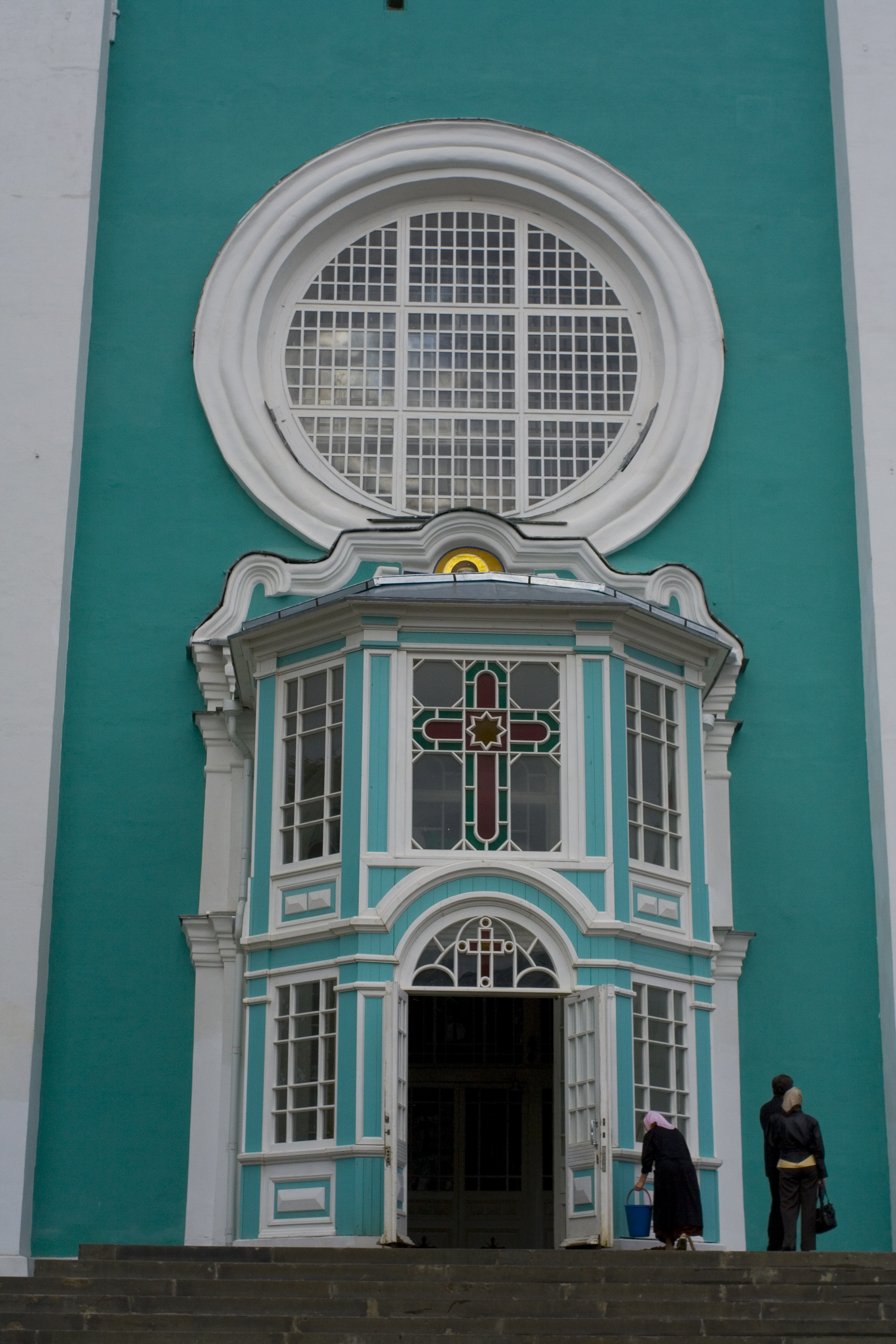
Entrada de la catedral
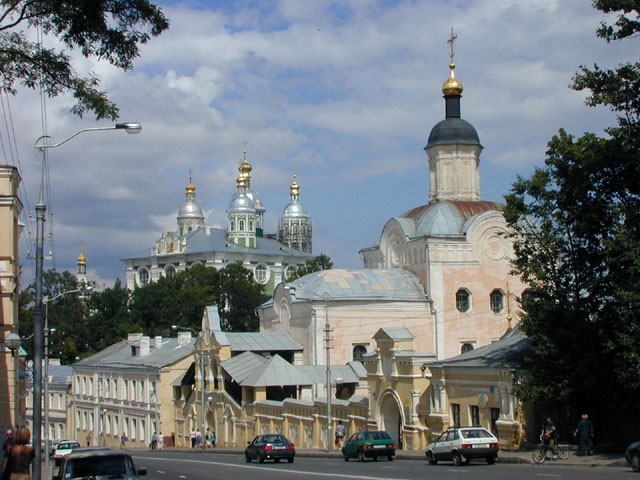
Las cúpulas de la catedral vistas desde la ciudad
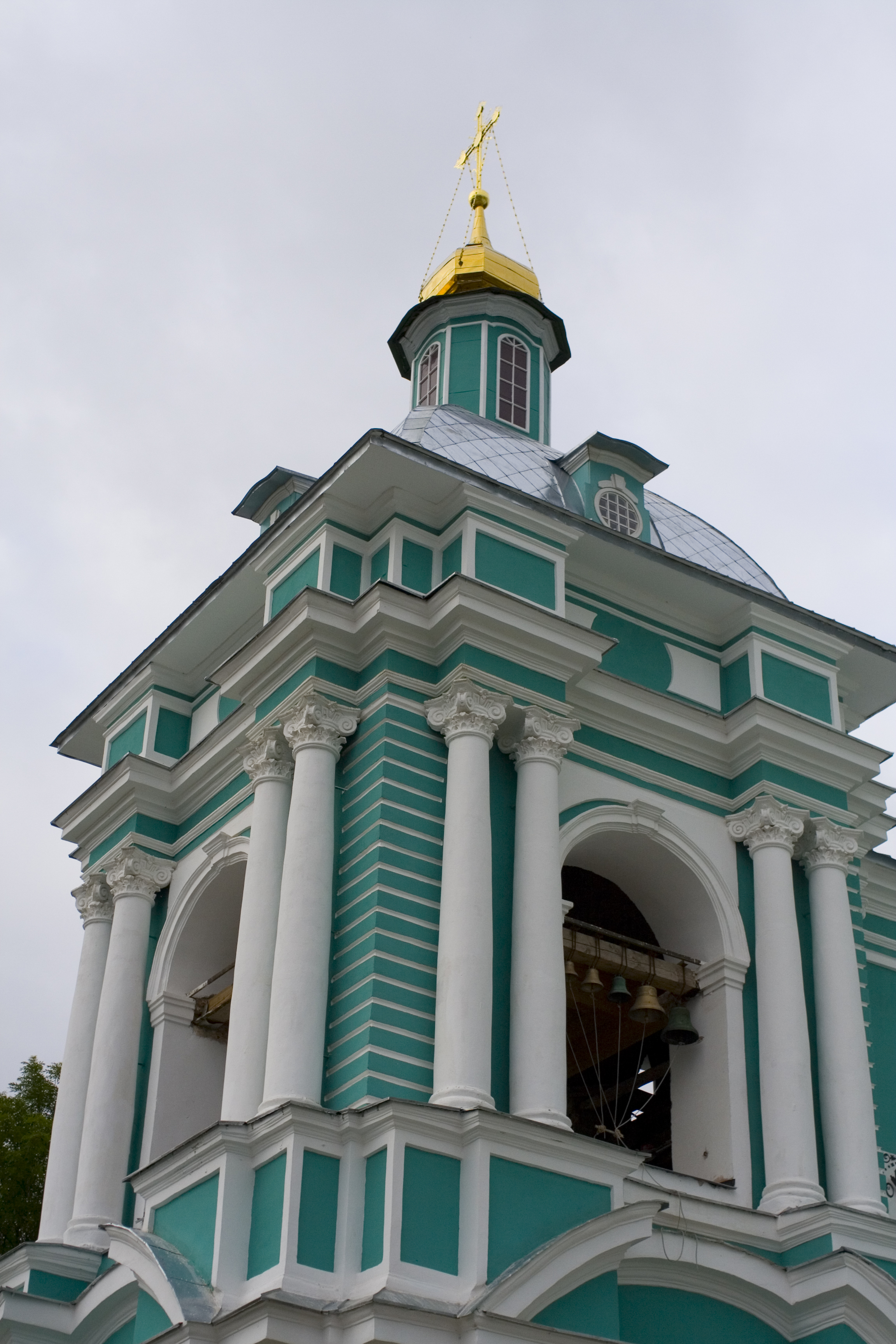
Vista del campanario
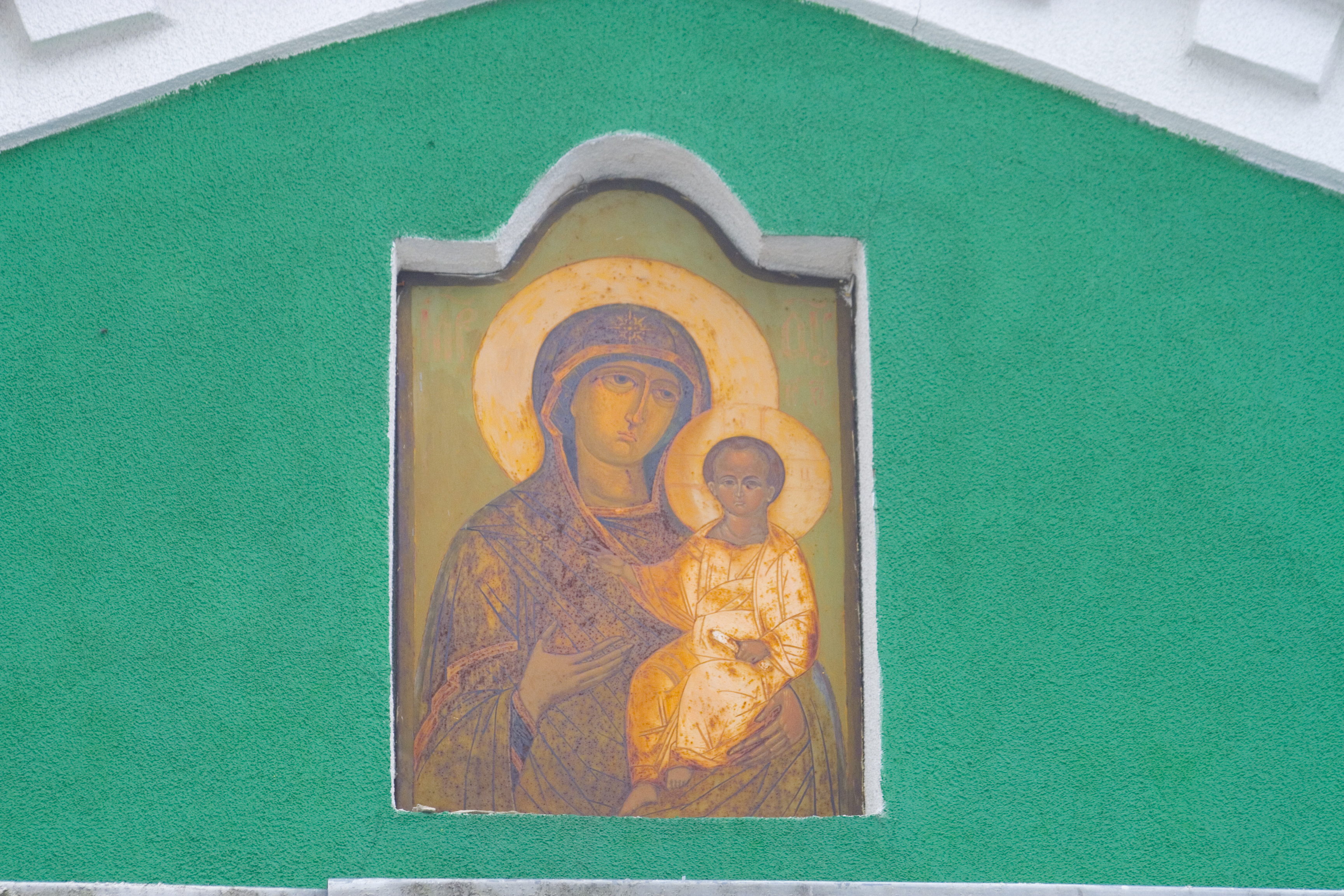
Fresco del icono de Nuestra Señora de Smolensk